# Mediatrice di tutte le grazie

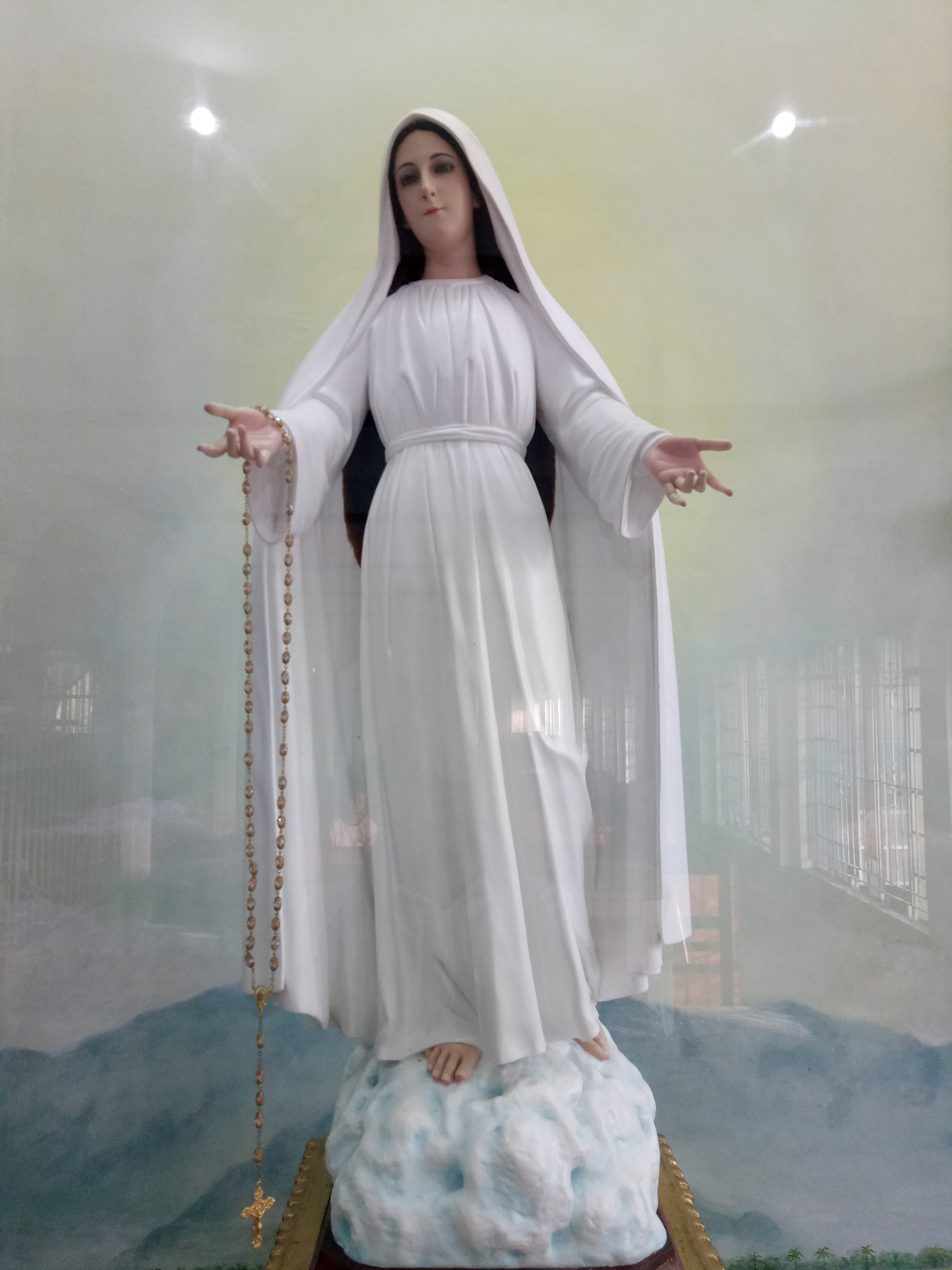
Statua of Maria Mediatrice di Ogni Grazia presso il convento carmelitano di Lipa, nelle Filippine

Mediatrice di tutte le grazie è un titolo mariano che è oggetto di venerazione da parte di alcune comunità di fedeli della Chiesa cattolica. Secondo tale titolo, la Beata Vergine Maria, madre di Dio, è la mediatrice di qualsiasi grazia divina, vale a dire è colei che con la sua preghiera di intercessione presso la Trinità vivente in Paradiso può procurare alle creature umane le grazie richieste. Il titolo di "mediatrice di tutte le grazie" è complementare a quelli di "avvocata, ausiliatrice, benefattrice" e a quello di Corredentrice.
Nell'enciclica Iucunda Super Expectatone dell'8 settembre 1894, papa Leone XIII affermava:
(Iucunda Super Expectatione, 8 settembre 1894)
La devozione a Maria Mediatrice di tutte le Grazie era presente anche nei fondatori dei Dehoniani e delle Ancelle dell'Amore misericordioso.
Nel 1921, su impulso del cardinale Désiré-Joseph Mercier, papa Benedetto XV concesse a tutto il Belgio un ufficio e una messa nei quali la Beata Vergine Maria era venerata come mediatrice di tutte le grazie.
L'enciclica Miserentissimus Redemptor del 1928 invocò Maria come avvocata dei peccatori, dispensiera e mediatrice di grazia.
La Lumen Gentium (n. 62) afferma che la beata Vergine è invocata nella Chiesa con i titoli di avvocata, ausiliatrice, soccorritrice, mediatrice.
Maria Mediatrice di tutte le Grazie è la patrona della Fraternità della Curia Generale dell'Ordine dei frati minori a Roma. È venerata con questo titolo anche dalla Fraternità sacerdotale San Pio X.

## Proposta di definizione dogmatica
Nel 1896 il sacerdote gesuita francese René-Marie de la Broise ravvisò che l'enciclica Octobri Mense di papa Leone XIII asseriva che tutte le grazie di Gesù Cristo sono impartite mediante Maria. Broise propose che il Pontefice formulasse una definizione dogmatica sul ruolo di Maria nella dispensazione della grazia divina e tuttavia non richiese esplicitamente che ella fosse dichiarata Mediatrice di tutte le grazie.
Pur non riferendosi esplicitamente alla questione teologica oggetto della presente voce, il Dicastero per la dottrina della fede dichiarò che esistono anche insegnamenti definitivi  che, pur non essendo stati ancora proclamati come dogmi, nondimeno potrebbero esserlo in futuro:
(Dicastero per la dottrina della fede, Profession of Faith)

## Celebrazioni in Belgio
Otto anni più tardi, in Belgio, il sacerdote redentorista François Xavier Godts scrisse il libro intitolato De definibilitate mediationis universalis Deiparae (Sulla definibilità della mediazione universale della Deipara) nel quale proponeva che si definisse Maria come la mediatrice di tutte le grazie. Nell'aprile 1921 Désiré-Joseph Mercier, cardinale arcivescovo di Mechelen, scrisse ai vescovi a sostegno di tale proposta.
Nel 1921, in risposta alle petizione ricevute dal Belgio, di cui una era stata sottoscritta da tutti i suoi vescovi, la Santa Sede concesse che in Belgio avesse luogo annualmente la celebrazione di una festa dedicata al titolo di  Maria mediatrice di tutte le grazie.
Nelle edizioni a stampa del Messale Romano pubblicate da quella data fino al 1961, la messa di Maria mediatrice di tutte le grazie era riportata nell'appendice intitolata Missae pro aliquibus locis (Messe per alcuni luoghi), mentre era assente dal calendario generale romano. La celebrazione belga fu in seguito sostituita da una memoria facoltativa in onore della Vergine Maria mediatrice, che si celebrava il 31 agosto.

## Opposizione alla definizione dogmatica
I padri conciliari del Vaticano II e i papi che lo presiedettero, Giovanni XXIII e Paolo VI, decisero di non procedere con nuove definizioni dogmatiche. La Lumen gentium avvertiva che il titolo di mediatrice dovesse essere inteso in modo tale da non togliere né aggiungere nulla alla dignità e all'efficacia di Cristo quale unico mediatore.
Nell'agosto 1996 si tenne a Czestochowa un congresso mariologico, dove la Santa Sede fece istituire una commissione di studiosi alla quale domandò un parere circa la possibilità di proporre la proclamazione di un quinto dogma mariano, quello di Maria corredentrice, mediatrice e avvocata. La commissione dichiarò all'unanimità che non era opportuno abbandonare la strada tracciata dal Concilio Vaticano II e procedere alla definizione di un nuovo dogma, ovvero definire per quei titoli un quinto dogma mariano. La Dichiarazione di Czestochowa rilevò che, mentre a questi titoli poteva essere attribuito un contenuto conforme al deposito della fede, tuttavia essi, così come sono stati proposti, risultano ambigui  e possono essere intesi in modi molto diversi.

## Sostegno alla definizione dogmatica
Quella che è stata definita come una esigua minoranza in crescita di esponenti del laicato e del clero ha continuato a chiedere la proclamazione del dogma della mediazione universale di Maria. Uno di questi gruppi si chiama Vox Populi Mariae Mediatrici ("Voce del popolo per Maria mediatrice").
L'8 febbraio 2008 cinque cardinali e più di 500 vescovi sottoscrissero una petizione indirizzata a papa Benedetto XVI nella quale si chiedeva di dichiarare la Beata Vergine Maria corredentrice e mediatrice.
Il 25 marzo 2010 la rivista Inside the Vatican e il Collegio San Tommaso Moro organizzarono a Roma una giornata di confronti e dibattito sul tema.

Nel dicembre 2019, durante la messa svoltasi nella Basilica di San Pietro per la festa di Nostra Signora di Guadalupe, papa Francesco affermò che un'immagine della Morenita gli suggeriva tre termini: donna, madre e meticcia. Nella stessa occasione, il Pontefice scoraggiò pubblicamente le proposte a favore di un nuovo titolo dogmatico, asserendo: 
()

## Devozione nelle Filippine
Nel 1948, nel monastero carmelitano di Lipa, Teresita Castillo fu protagonista  di una presunta apparizione di Maria nella quale la Vergine chiedeva di essere venerata col titolo di "Mediatrice di ogni grazia". L'arcivescovo emerito locale Ramón Argüelles si dichiarò personalmente convinto della veridicità delle apparizioni del 1948 e incoraggiò la venerazione della Vergine con questo titolo.